# Georg Kotowski

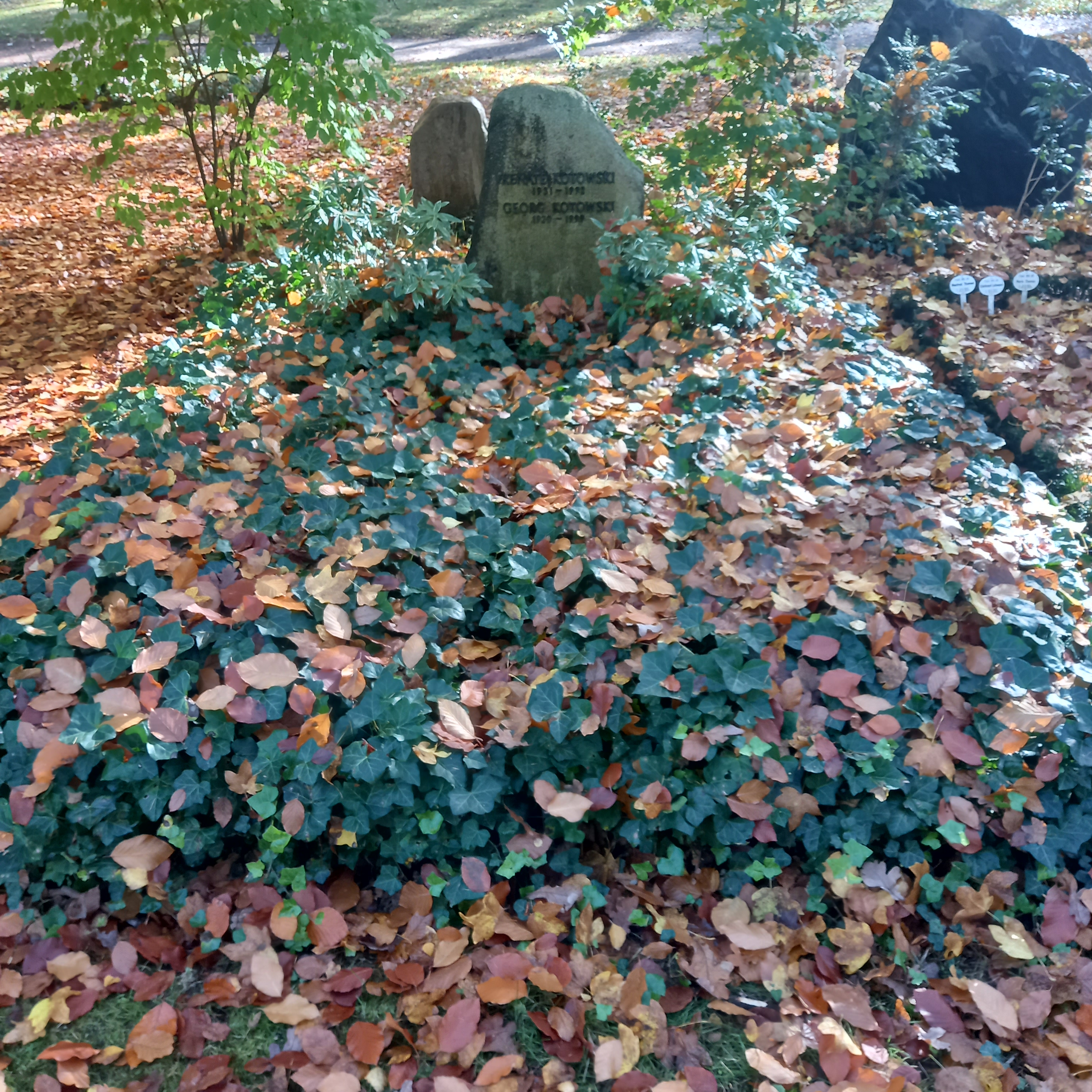
Das Grab von Georg Kotowski und seiner Ehefrau Renate geborene Werner auf dem Waldfriedhof Zehlendorf in Berlin

Georg Hubert Kotowski (* 12. Juni 1920 in Toruń (Thorn); † 29. November 1999 in Berlin) war ein deutscher Historiker, Politikwissenschaftler, Hochschullehrer und Politiker (CDU). Er war von 1958 bis 1969 Mitglied des Abgeordnetenhauses von Berlin und von 1969 bis 1972 Vertreter West-Berlins im Deutschen Bundestag. Von 1966 bis 1988 war Kotowski Professor für geschichtliche Grundlagen der Politik am Otto-Suhr-Institut der Freien Universität Berlin.

## Leben
Georg Kotowski war ein Sohn des Volksschullehrers Wilhelm Joseph Kotowski und der Helene Anastasia geb. Rink. Die kinderreiche Familie Kotowski zog 1920, nach der Abtretung des westpreußischen Thorn an Polen, aufgrund der neuen Lehrerstelle des Vaters nach Berlin. Nach dem Abitur 1938 verrichtete Kotowski Reichsarbeitsdienst und diente bis 1945 bei der Wehrmacht.
Anschließend studierte er und war 1948 studentischer Mitbegründer der Freien Universität Berlin (FU). Kotowski war Schüler des damals bereits emeritierten Friedrich Meinecke; er gehörte zu den ausgewählten Studenten, die zu seinen „privatissime“ gehaltenen Seminaren zugelassen waren. Zugleich soll er Meinecke dazu überredet haben, sich als erster symbolischer Rektor der neu gegründeten Freien Universität zur Verfügung zu stellen. Kotowski promovierte 1952 mit einer Arbeit über Friedrich Vischer und den politischen Idealismus.
Mit einer Schrift über den Aufstieg des sozialdemokratischen Arbeiterführers Friedrich Ebert von 1871 bis 1917 habilitierte sich Kotowski 1959 und wurde anschließend Privatdozent sowie 1963 außerordentlicher Professor. Ab 1966 war er ordentlicher Professor für die Wissenschaft von der Politik und hatte bis 1988 am Otto-Suhr-Institut den Lehrstuhl für geschichtliche Grundlagen der Politik inne.
Schwerpunkte seiner wissenschaftlichen Arbeit lagen auf der politischen Geschichte des wilhelminischen Kaiserreichs und der jüngeren Berliner Stadtgeschichte. Kotowski war ab 1961 Mitglied der Historischen Kommission zu Berlin und gehörte als stellvertretender Vorsitzender viele Jahre deren Vorstand an.

## Politik
Seit 1954 war Kotowski Mitglied der CDU. Von 1958 bis zum 31. Oktober 1969 war er Mitglied des Abgeordnetenhauses von Berlin. Zeitgleich zur Bundestagswahl am 28. September 1969 wählte ihn das Abgeordnetenhaus als Abgeordneten für West-Berlin (mit eingeschränktem Stimmrecht) in den Bundestag. Diesem gehörte er für eine Wahlperiode bis zur vorgezogenen Neuwahl 1972 an.
Seine Schwiegertochter Cerstin-Ullrike Richter-Kotowski war ebenfalls für die CDU Mitglied des Berliner Abgeordnetenhauses.
Georg Kotowski starb 1999 im Alter von 79 Jahren in Berlin. Sein Grab befindet sich auf dem Waldfriedhof Zehlendorf.

## Schriften (Auswahl)
- mit Hans Joachim Reichhardt: Berlin als Hauptstadt im Nachkriegsdeutschland und Land Berlin. 1945–1985. Mit einem statistischen Anhang zur Wahl- und Sozialstatistik des demokratischen Berlin. 1945–1985. Hrsg. von der „Arbeitsgruppe Berliner Demokratie“ am Fachbereich Geschichtswissenschaften der Freien Universität Berlin, de Gruyter, Berlin 1987.
- (Hrsg.) Historisches Lesebuch. In 3 Bänden. Band 1: 1815–1871, Band 2: 1871–1914, Band 3: 1914–1933. Fischer, Frankfurt/Hamburg 1966–1968.
- Hrsg. mit Werner Pöls, Gerhard A. Ritter: Das wilhelminische Deutschland. Stimmen der Zeitgenossen. Fischer, Frankfurt am Main 1965.
- Friedrich Ebert. Bd. 1: Der Aufstieg eines deutschen Arbeiterführers 1871 bis 1917. Steiner, Wiesbaden 1963.
- Friedrich Vischer und der politische Idealismus. Phil. Diss. Berlin 1951.